# Denise Campos de Toledo
Denise Campos de Toledo (1965) es una periodista económica brasileña, escritora y presentadora.
Es hija de profesores, se formó en periodismo por la Universidad de São Paulo, exactamente en la Escuela de Comunicaciones y Artes de la Universidad de São Paulo (acrónimo en portugués: ECA-USP), y realizó cursos de economía en la Pontificia Universidad Católica de São Paulo. 
En 1983, inició su carrera, y pronto trabajó para los grandes medios. Trabajó como revisora de textos y reportera económica en el periódico Estado de São Paulo, y presentadora de la Rádio Eldorado. Como consultora económica de telediarios, fue más allá a la TV Cultura, Rede Manchete, AOL, Rede TV. Actualmente presenta el programa diario "Nosso rico dinheirinho", en la Radio Jovem Pan, además de ser comentarista económica de SBT Brasil, y de SBT. 
Además de consejera económica, conferencista, y profesora, la periodista también es autora del libro “Assuma o controle das suas finanças”.

## Algunas publicaciones
- denise Campos de Toledo. 2008. Assuma O Controle Das Suas Finanças. Editora Gente Liv e Edit Ltd. 194 pp. ISBN 85-7312-611-6, ISBN 978-85-7312-611-2 en línea

## Honores

### Premio Esso de periodismo
En 1987, la periodista ganó el Premio Esso de periodismo por la serie de materias “Diga Não ao Leão”, que llevó al gobierno a cambiar las reglas fiscales de la declaración del impuesto a la renta de aquel año.

### Trofeo Mujer periodista
- Finalista Trofeo Mujer periodista[6]